# كارين آن كوينلان
كارين آن كوينلان (29 مارس 1954-11 يونيو 1985) كانت امرأة أمريكية أصبحت شخصية مهمة في تاريخ جدل الحق في الموت في الولايات المتحدة.
عندما كانت تبلغ من العمر 21 عامًا، فقدت كوينلان الوعي بعد أن تناولت الفاليوم مع الكحول أثناء اتباع نظام غذائي صارم ودخلت في غيبوبة، تليها حالة إنباتية مستديمة. بعد أن رفض الأطباء، تحت تهديد المدعين العامين، طلب والديها، جوزيف وجوليا كوينلان، بفصل جهاز التنفس الصناعي الخاص بكوينلان، والذي اعتقد الوالدان أنه يشكل وسيلة غير عادية لإطالة حياتها، رفع والداها دعوى لفصل كوينلان عن جهاز التنفس الصناعي الخاص بها.
تستمر قضية كوينلان في إثارة أسئلة مهمة في علم اللاهوت الأخلاقي، وأخلاقيات علم الأحياء، والموت الرحيم، والوصاية القانونية، والحقوق المدنية. أثرت قضيتها على ممارسة الطب والقانون في جميع أنحاء العالم. من النتائج المهمة لقضيتها تطوير لجان الأخلاقيات الرسمية في المستشفيات ودور رعاية المسنين ودور العجزة.